# Jak Jones
Jak Jones (Cwmbran, 29 de julio de 1993) es un jugador de snooker galés.

## Biografía
Nació en la localidad galesa de Cwmbran en 1993. Es jugador profesional de snooker desde 2010, aunque se ha caído del circuito profesional en varias ocasiones. No se ha proclamado campeón de ningún torneo de ranking, y su mayor logro hasta la fecha fue alcanzar las semifinales del Abierto de Gibraltar de 2022, en las que cayó derrotado (2-4) ante Robert Milkins. Tampoco ha logrado hilar ninguna tacada máxima, y la más alta de su carrera está en 139.